# Jim Brewer
James Turner Brewer, detto Jim (Maywood, 3 dicembre 1951), è un ex cestista, allenatore di pallacanestro e dirigente sportivo statunitense, professionista nella NBA e in Italia.

## Carriera
Zio di Doc Rivers, ha vinto un campionato NBA con i Los Angeles Lakers (1982) e una Coppa dei Campioni d'Europa con Cantù (1983). Celeberrima la stoppata all'ultimo secondo su Vittorio Gallinari con cui decretò la vittoria canturina nella finale di Grenoble contro l'Olimpia Milano.

## Statistiche

### NBA

#### Regular Season
| Anno       | Squadra             | PG  | PT | MP   | TC%  | 3P%  | TL%  | RP   | AP  | PRP | SP  | PP   |
| ---------- | ------------------- | --- | -- | ---- | ---- | ---- | ---- | ---- | --- | --- | --- | ---- |
| 1973-1974  | Cleveland Cavaliers | 82  | -  | 22,7 | 38,3 | -    | 65,0 | 6,4  | 1,8 | 0,6 | 0,4 | 6,1  |
| 1974-1975  | Cleveland Cavaliers | 82  | -  | 24,3 | 45,5 | -    | 64,8 | 6,2  | 1,6 | 0,9 | 0,5 | 8,4  |
| 1975-1976  | Cleveland Cavaliers | 82  | 82 | 35,5 | 45,8 | -    | 65,4 | 10,9 | 2,5 | 1,1 | 1,1 | 11,5 |
| 1976-1977  | Cleveland Cavaliers | 81  | -  | 33,0 | 45,1 | -    | 54,5 | 9,4  | 2,4 | 1,2 | 1,0 | 8,5  |
| 1977-1978  | Cleveland Cavaliers | 80  | -  | 22,5 | 44,9 | -    | 46,0 | 6,2  | 1,2 | 0,8 | 0,6 | 5,0  |
| 1978-1979  | Cleveland Cavaliers | 55  | -  | 23,7 | 44,0 | -    | 47,9 | 6,7  | 1,3 | 0,9 | 1,0 | 4,6  |
| 1978-1979  | Detroit Pistons     | 25  | -  | 12,4 | 45,0 | -    | 20,0 | 4,2  | 0,5 | 0,5 | 0,4 | 2,3  |
| 1979-1980  | Portland T. Blazers | 67  | -  | 15,2 | 48,9 | 0,0  | 48,3 | 3,8  | 1,1 | 0,6 | 0,6 | 2,9  |
| 1980-1981  | L.A. Lakers         | 78  | -  | 14,2 | 51,3 | 0,0  | 37,5 | 3,6  | 0,7 | 0,6 | 0,7 | 2,8  |
| 1981-1982† | L.A. Lakers         | 71  | 9  | 13,6 | 46,3 | 16,7 | 36,8 | 3,7  | 0,6 | 0,5 | 0,6 | 2,4  |
| Carriera   | Carriera            | 703 | 91 | 22,7 | 44,8 | -    | 57,1 | 6,3  | 1,5 | 0,8 | 0,7 | 5,8  |

#### Playoffs
| Anno     | Squadra             | PG | PT | MP   | TC%  | 3P% | TL%  | RP   | AP  | PRP | SP  | PP  |
| -------- | ------------------- | -- | -- | ---- | ---- | --- | ---- | ---- | --- | --- | --- | --- |
| 1976     | Cleveland Cavaliers | 13 | -  | 37,6 | 43,6 | -   | 54,2 | 10,8 | 2,8 | 1,0 | 0,9 | 8,8 |
| 1977     | Cleveland Cavaliers | 3  | -  | 37,7 | 40,7 | -   | 100  | 12,0 | 1,7 | 1,3 | 1,3 | 7,7 |
| 1978     | Cleveland Cavaliers | 1  | -  | 9,0  | 0,0  | -   | 0,0  | 0,0  | 0,0 | 0,0 | 0,0 | 0,0 |
| 1980     | Portland T. Blazers | 3  | -  | 22,3 | 100  | -   | 33,3 | 5,3  | 1,0 | 1,7 | 0,7 | 7,0 |
| 1981     | L.A. Lakers         | 3  | -  | 2,3  | -    | -   | -    | 0,3  | 0,0 | 0,0 | 0,0 | 0,0 |
| 1982†    | L.A. Lakers         | 8  | -  | 7,1  | 50,0 | -   | -    | 1,4  | 0,5 | 0,3 | 0,8 | 0,8 |
| Carriera | Carriera            | 31 | -  | 23,9 | 46,9 | -   | 51,9 | 6,6  | 1,6 | 0,8 | 0,8 | 5,3 |

## Palmarès

### Giocatore

#### Squadra
- Campionato NBA: 1

Los Angeles Lakers: 1982
- Coppa dei Campioni: 1

Pall. Cantù: 1982-83
- Coppa Intercontinentale: 1

Pall. Cantù: 1982

#### Individuale
- NCAA AP All-America Second Team (1973)
- 2 volte NBA All-Defensive Second Team (1976, 1977)